# Servio Sulpicio Camerino Cornuto (cónsul 461 a. C.)
Servio Sulpicio Camerino Cornuto  fue un político y militar romano del siglo V a. C. perteneciente a la gens Sulpicia. Fue miembro del primer colegio de decenviros.

## Familia
Servio Sulpicio fue miembro de los Sulpicios Camerinos, una rama familiar patricia de la gens Sulpicia. No obstante, existe cierta confusión en las fuentes con la identidad de este personaje. Tito Livio llama al decenviro Publio, mientras que Dionisio de Halicarnaso lo llama Servio. Thomas Robert Shannon Broughton identifica al cónsul y al decenviro, al que asigna el praenomen Servio; Robert Maxwell Ogilvie también hace la misma identificación, pero reconoce la existencia de un hermano del decenviro llamado Publio.

## Carrera pública
Ocupó el consulado en el año 461 a. C. y formó parte de la embajada que el Senado envió a Atenas y otras ciudades griegas en el año 454 a. C. para estudiar sus leyes. A su regreso, se constituyó el primer decenvirato del que formó parte.
Según Broughton, formó parte de los representantes que el Senado envió en el año 449 a. C. para negociar un acuerdo con la plebe que se había secesionado en el monte Aventino. Tres años después, fue legado militar en la batalla de Corbión. Ogilvie, en cambio, opina que fue su hermano Publio en ambos casos.